# Ilia Zdanevitch
 (décembre 2023).
Si vous disposez d'ouvrages ou d'articles de référence ou si vous connaissez des sites web de qualité traitant du thème abordé ici, merci de compléter l'article en donnant les références utiles à sa vérifiabilité et en les liant à la section « Notes et références ».
Ilia Zdanevitch, dit Iliazd (en russe : Илья Михайлович Зданевич известный как Ильязд), est un poète, historien d'art et éditeur géorgien-polonais né le 21 avril 1894 à Tiflis en Géorgie, alors dans l'Empire russe, et mort à Paris 6e le 25 décembre 1975,.
Poète, homme de lettres, artiste et éditeur, réalisateur de livres d’art moderne, Iliazd est également l’auteur d’une œuvre poétique (sonnets), de dramaturgie en langage poétique abstrait (zaoum) et de romans tous écrits en russe, tous ouvrages édités en petit nombre d’exemplaires.
Un exemplaire de tous ses livres est conservé au département des livres rares de la Bibliothèque nationale de France à Paris.

## Biographie
Ilia Zdanevitch manifeste très jeune des goûts pour les arts, la musique, la géographie, les mathématiques. En 1911, étudiant à l’université de droit de Saint-Pétersbourg, il est introduit dans les cercles d’avant-garde et y expose la théorie futuriste. En 1914, il accueille à Moscou puis à Tbilissi, le futuriste italien Marinetti.
En 1912, il découvre avec son frère Kirill et le peintre Mikhaïl Le Dentu le peintre naïf géorgien Niko Pirosmani (le « Douanier Rousseau géorgien ») et le fait connaître. L'essentiel de sa collection est conservé par le Musée national de Géorgie dans les sites de Tbilissi, Sirnaghi et à Mirzaani, village natal de Pirosmani.
En 1917, licencié en droit, Iliazd travaille brièvement comme rédacteur à la Douma russe. Revenu à Tbilissi, il fonde avec d’autres artistes le groupe futuriste l’université du Degré 41, nouvelle école poétique avec l’apparition de la poésie zaoum. Il y crée les Éditions du 41° pour lesquelles il compose et réalise plusieurs ouvrages futuristes, apprenant ainsi le métier d'imprimeur.

### Iliazd en France
En 1920, Iliazd quitte la Géorgie, alors indépendante, pour Paris où il arrive en octobre 1921, après un an passé à Constantinople dans l'attente d'un visa. Il loge chez Michel Larionov et Nathalie Gontcharova, connus à Moscou. Il fait la connaissance de Pablo Picasso, de Robert et Sonia Delaunay, Max Ernst, Paul Éluard, Louis Aragon, André Breton, Tristan Tzara et des autres artistes Dada.
Dès son arrivée, il poursuit en France un cycle de conférences littéraires. De 1922 à 1936, Ilia travaille dans les tissus et la mode, d’abord avec Sonia Delaunay puis de 1927 à 1935 avec Coco Chanel, qui sera la marraine de sa fille. Il crée pour elle des modèles de tissus et dirige une de ses usines. Il travaille dans ce milieu jusqu’en 1948, avec François Victor-Hugo.
Iliazd est un des principaux organisateurs des Bals russes de Montparnasse qui réunissent l’ensemble du milieu artistique de l’entre-deux-guerres et de soirées dont celle du Cœur à Barbe dont le déroulement houleux marque la rupture entre dadaïstes et surréalistes[réf. nécessaire].
À Paris, il réside dans le Quartier latin, rue Mazarine. Il vit et travaille aussi dans le village de Trigance, dans le Haut Var, région qui lui rappelle les paysages de sa Géorgie natale ; il s’y intéresse à l’histoire locale, effectuant des recherches sur les anciens seigneurs du lieu et collectant des objets témoins de la vie traditionnelle.

### L’éditeur
Iliazd édite en France au 41° vingt-cinq livres illustrés par des artistes relevant de l’art moderne. L’ensemble de sa propre œuvre est imprimé à l’Imprimerie Union et les gravures, eaux-fortes et autres sont réalisées dans les ateliers Lacourière-Frélault, Georges Visat ou Georges Leblanc.
Le Dentu le Phare paraît en 1923. En 1940, il édite Afat, premier d’une série de neuf ouvrages illustrés par Picasso qu’il rencontre fréquemment à Trigance et à Paris. En 1968, il est son témoin lors de son mariage avec Hélène Douard à Vallauris.
À la suite d’une polémique avec Isidore Isou et les lettristes, il réalise en 1949 Poésie de mots inconnus, anthologie de poésie phonétique illustrée par Picasso, Marc Chagall, Henri Matisse, Max Ernst, Alberto Giacometti et Joan Miró[réf. nécessaire].
En 1965, il édite Maximiliana, hommage à l’astronome Ernst Wilhelm Tempel, découvreur de planètes, dont les llustrations sont de Max Ernst.
En 1968, l’Hommage à Lacourière, illustré par treize artistes dont Joan Miró, est publié à la demande de la Bibliothèque nationale. En 1974 paraît son dernier ouvrage, Le Courtisan grotesque, texte d’Adrien de Monluc, auteur du XVIIe siècle.
Du 14 décembre 2015 au 14 février 2016 une rétrospective est organisée au musée des Beaux-Arts Pouchkine de Moscou.
En 1954 et 1955, il collabore avec Marcel Duchamp pour l’édition d’une série de Boîtes-en-valise[réf. nécessaire].
Il est inhumé en 1975 au carré géorgien du cimetière de Leuville-sur-Orge.

## Œuvres disponibles en russe
Les œuvres d'Ilia Zdanevitch sont publiées à Moscou depuis 1994 aux éditions Hylaea (un volume aux éditions Grundrisse) par Régis Gayraud et Sergueï Koudriavtsev, à partir des éditions originales ou des manuscrits originaux, chaque volume comportant des introductions, l'établissement des variantes, des commentaires et des documents inédits formant un dossier de l'œuvre :
- Парижачьи, опись (Les Parigots, inventaire) : roman inédit, texte établi d’après les manuscrits russes), Moscou, éd. Hylaea, 1994. 285 p.
- Восхищение (Le Ravissement, roman) : édition comprenant les variantes d’après l’étude des manuscrits russes), Moscou, éd. Hyalea, 1995. 221 p.
- Письма Моргану Филипса Прайсу (Lettres à Morgan Philips Price) : roman épistolaire inédit, texte établi d’après les manuscrits russes, Moscou, éd. Hyaea, 2005, 192 p.
- Философия футуриста  (Philosophie d'un futuriste) : recueil contenant le roman inédit Philosophie édité d'après les manuscrits, une réédition du Ravissement, une réédition des cinq drames futuristes en zaoum) Moscou, éd. Hylaea, 2008, 840 p.
- Футуризм и всёчество (Futurisme et toutité) : manifestes, conférences, correspondance 1912-1914, texte établi par A. Kroussanov, E. Basner et G. Marouchina, éd. Hylaea, 2013, 2 vol., t. 1 : 360 p. t. 2 : 320 p.
- Поэтические книги 1940-1971, (Livres de poésie 1940-1971) : recueils poétiques publiés en France ou inédits, avec introduction, commentaires et variantes Moscou, éd.Hylaea, 2014, 256 p.
- Восхождение на Качкар (L'Ascension du Katchkar) : récits d'une ascension du Mont Katchkar dans la Chaîne pontique, éd. Grundrisse, 2021, 208 p.
- Дом на говне (La Maison sur la merde) : conférences et interventions prononcées à Paris et à Berlin entre 1921 et 1926, éd. Hylaea, 2021, 654 p.

## Œuvres disponibles en français
- Le Ravissement, roman, éd. et trad. Régis Gayraud, Alinéa, 1987
- L'Iliazde, in Igor Terentiev, Un record de tendresse, trad. Régis Gayraud, Paris, Clémence-Hiver, 1990.
- Lettres à Morgan Philips Price, éd. et trad. Régis Gayraud, Clémence-Hiver, 1990  (ISBN 2-905471-08-5)
- La Lettre, trad. André Markowicz, Clémence-Hiver, 1990
- Sentence sans paroles, trad. André Markowicz, Clémence-Hiver, 1990
- Nathalie Gontcharova-Mikhaïl Larionov, éd. et trad. Régis Gayraud, Clémence-Hiver, 1995
- Ledentu le phare, éd. fac-simile suivie de Promenade autour de Ledentu le Phare, par Régis Gayraud, Allia, 1995
- Les Nouvelles écoles dans la poésie russe. Chez Olénine d’Alheim, in Régis Gayraud, L’avant-garde russe racontée aux Dadas, « Pleine Marge » no 33, Paris, 2001.
- Iliazd/Dimitri Snégaroff, correspondance croisée en vers, trad. Régis Gayraud, Ekatérina Koulechova et Michel Viel, in : "Carnets de l'Iliazd-Club", no 7, Paris, Iliazd-Club, 2010.
- L'Iliazde (version longue), trad. Régis Gayraud, in : "Carnets de l'Iliazd-Club", no 7, Paris, Iliazd-Club, 2010.
- Œuvres poétiques, trad. André Markowicz, Éditions Mesures[4], 2020
- Le Ravissement, roman, trad. revue et nouvelle préface par Régis Gayraud, Ginkgo éditeur, 2021

## Principales expositions consacrées à Iliazd
L'œuvre éditoriale d'Iliazd est présente dans de nombreuses expositions thématiques. Des expositions consacrées spécialement à Iliazd ont également eu lieu à travers le monde :
- La Rencontre Iliazd-Picasso, Musée d'art moderne de la ville de Paris, 20 mai-20 juin 1976
- Iliazd (exposition rétrospective des années futuristes à l'œuvre ultime), Musée national d'art moderne, Centre Georges-Pompidou, Paris, 10 mai-25 juin 1978
- Iliazd, maître d'œuvre du livre moderne, galerie d'art de l'Université du Québec à Montréal, 5-28 septembre 1984
- Iliazd and the illustrated book, The Museum of Modern Art, New York, 18 juin-18 août 1987
- Kirill Zdanevitch-Ilia Zdanevitch, Musée national des Beaux-arts de Géorgie, Tbilissi, 1er octobre-15 novembre 1989
- I libri di Iliazd, Centro Di, Firenze, 9 avril-11 mai 1991
- Iliazd, ses peintres, ses livres, Galerie Flak, Paris, 23 mai-15 juin 1991
- Iliazd/Livres, Espace du Château, Cagnes-sur-Mer, 29-31 mai 1993
- Zdanevitch, Musée national des Beaux-arts de Géorgie-Centre culturel français Alexandre-Dumas, Tbilissi, 30 septembre-1er décembre 2009
- Iliazd. Le XXe siècle d’Ilia Zdanevitch (exposition rétrospective), Musée des beaux-arts Pouchkine, Moscou, 14 décembre 2015-14 février 2016
- Iliazd & Picasso, páginas de arte y vida, Fundación Picasso, Casa natal, Málaga, 4 avril 2019-23 juin 2019

## Association et revue
En 1990 a vu le jour une association, l'Iliazd-Club, qui édite une publication consacrée à la défense, à l'étude et à la promotion de l'œuvre d'Ilia Zdanevitch, les Carnets de l'Iliazd-Club.

## Filmographie
- Mnogolikij Il'jazd, court métrage par Sergueï Tioutine, 2010 (26 minutes), en russe
- Édifices étoilés, court-métrage par Stanislav Dorochenkov, 2015 (11 minutes)
- Iliazd, long-métrage par Stanislav Dorochenkov, 2021 (90 minutes)